# Instituto Itapetiningano de Ensino Superior
Instituto Itapetiningano de Ensino Superior - IIES é uma faculdade privada brasileira, sediada em Itapetininga.

## IIES
O Instituto Itapetiningano de Ensino Superior - IIES, é uma das faculdades associadas à Universidade Paulista - UNIP  com sede no município de Itapetininga, São Paulo, atualmente o IIES oferece  opções de cursos de graduação tradicional: Administração, Ciências Contábeis, Ciência da Computação, Comunicação Social (Publicidade e Propaganda), Engenharia Civil, Engenharia de Produção, Direito e Turismo, sendo os cursos de Engenharia Civil e Engenharia de Produção os mais recentes, tendo sua autorização obtida em 2012; e dois cursos de graduação tecnóloga: Gestão Comercial e Comércio Exterior.
- Administração de Empresas - 4 anos
- Ciência da Computação - 4 anos
- Ciências Contábeis - 4 anos
- Engenharia Civil - 5 anos
- Engenharia de Produção - 5 anos
- Direito - 5 anos
- Publicidade e Propaganda - 4 anos
- Turismo - 4 anos
- Gestão Comercial - 3 anos
- Comércio Exterior - 3 anos

## Campie estrutura
Atualmente o IIES possui um campi localizado à rua Isolina de Moraes Rosa, 727, Vila Nastri, dispõe de 21 salas de aulas, possui 1 sala com capacidade para até 100 pessoas com todos os recursos necessários de áudio visual; e 1 ginásio poliesportivo, com capacidade para 900 pessoas, para eventos de grande porte.
O EAJ – Escritório de Assistência Jurídica é um espaço onde os alunos do curso de Direito, à partir do 7º semestre, colocam em prática seus aprendizados de sala de aula, solucionando problemas judiciais em ações familiares gratuitamente a comunidade, sempre com a supervisão e orientação de um professor responsável. Possui acervo bibliográfico para consultas.

## Avaliação
Os cursos de Administração de Empresas e Direito obtiveram conceito positivo no ENADE 2012, conceito 4 e 4, respectivamente.